# Courtney Thorne-Smith
Courtney Thorne-Smith (San Francisco, California; 8 de noviembre de 1967) es una actriz estadounidense.
Sus principales trabajos han sido en televisión, donde se la conoce principalmente por sus papeles en Melrose Place (1992-1997), donde interpretó el papel de Alison Parker. Igualmente tuvo gran importancia su papel de Georgia Thomas en Ally McBeal (1997-2000). 
A fines de 2001, dio vida a Cheryl en la exitosa serie televisiva sitcom El mundo según Jim, alcanzando así su mayor popularidad durante 8 temporadas, hasta junio de 2009. Desde 2010, ha sido parte del elenco de Two and a Half Men en el papel de Lindsay, la novia de Alan. En 2019, hizo un cameo en Mom dando vida a Sam.

## Filmografía
- 2018- " Los misterios de Emma Fielding: la maldición del pasado".
- 2017 - "Los misterios de Emma Fielding. Yacimiento oculto"
- 2010 - Sorority Wars (Guerra de hermandades)
- 2010 - 2015 - Two and a Half Men (televisión)
- 2001 - El mundo según Jim (televisión)
- 1999 - Ally (televisión)
- 1998 - Chairman of the Board
- 1997 - Ally McBeal
- 1997 - The Lovemaster
- 1995 - Beauty's Revenge
- 1994 - Mimi Wo Sumaseba
- 1994 - Breach of Conduct (televisión)
- 1992 - Melrose Place
- 1990 - Side Out
- 1988 - Day By Day (televisión)
- 1987 - Revenge of the Nerds II: Nerds in Paradise
- 1987 - Infidelity (televisión)
- 1987 - Summer School
- 1986 - The Thanksgiving Promise' (televisión)
- 1986 - Lucas
- 1986 - Fast Times (televisión)
- 1986 - Welcome to 18